# Клан Макгілліврей

Нашоломник клану Мак Гілліврей.

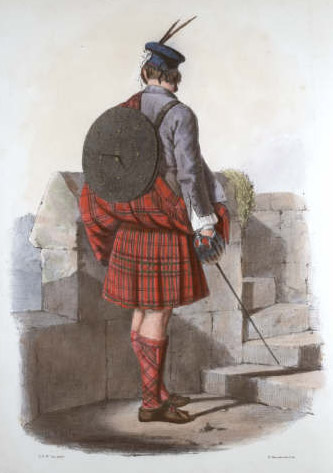
Вождь клану клану МакГілліврей. Малюнок художника Р. Р. МакЯна 1845 року.

Клан МакГілліврей (шотл. MacGillivray) — один з кланів гірської Шотландії. Входить до конфедерації кланів Хаттан . На сьогодні клан не має свого вождя. Такі клани в Шотландії називають «кланами зброєносців».
Гасло клану: «Не чіпайте цього кота!» (натяк на символ клану)
Військовий клич клану: Дунмаглас!
Символи клану: гілка самшиту вічнозеленого, гілка брусниці, кіт
Музика клану: Лох-Мой
Історична резиденція вождя клану: Замок Дунмаглас
Ворожі клани: Камерон

## Походження клану МакГілліврей
Походження клану МакГілліврей губиться у пітьмі століть. Про його походження не збереглося навіть легенд. Клан МакГілліврей давній клан — був і відігравав важливу роль у житті кельтів в Шотландії ще до того як вікінги були вигнані з Зовнішніх Гебридських островів королем Сомерледом, що був «Володарем Островів» у XII столітті.

## Історія клану МакГілліврей

### XIII століття
У 1222 році король Шотландії Олександр II підкорив землю Аргайл і клан Вік Гіллебрах (гельск. — Clan Mhic Gillebrath). Після цього деякі з людей цього клану лишилися на острові Малл, інші ж переселилися в землю Морверн. Вождь клану попросив захисту в могутнього клану МакКінтош, що був на чолі конфедерації кланів Хаттен. Після цього Клан МакГілліврей (так тепер називався клан Вік Гіллебрах) став частиною конфедерації кланів Хаттен (Чаттан).

### XVI—XVII століття
Клан МакГілліврей був вперше описаний в Дунмагласс у 1549 році. У 1609 відбувся великий збір Конфедерації Чаттан, при якому клани виявили лояльність вождю клану МакКінтош як лідеру всієї конфедерації. На цих зборах клан МакГілліврей представляли Малкольм МакГілліврей Далкромбі та Дункан МакГілліврей Дунмагласс. Клан МакГілліврей переслідували кальвіністи і пресвітеріанці через їх підтримку єпископальної форми правління церкви.

### XVIII століття— повстання якобітів
Разом іншими кланами, що входили до конфедерації Чаттан клан МакГілліврей належав до затятих якобітів. Він брав участь у повстаннях якобітів 1715 та 1745 років. Олександр МакГілліврей командував полком якобітів. Він був вбитий під час битви під Каллоден у 1746 році разом багатьма своїми послідовниками. Кладовище Дунліхіті (Dunlichity) зберігає пам'ять про багатьох повстанців полеглих за свободу Шотландії. Після цієї поразки дуже багато людей з клану МакГілліврей емігрували до Америки.

## Вожді клану МакГілліврей
Останній вождь клану МакГілліврей жив в Дунмагласс — він був XIII лайрдом, капітаном Джоном Вільямом МакГілліврей. Він змушений був продати свій маєток і помер без спадкоємця у 1914 році. Титул вождя клану передали його кузену — Джону Фарквахару МакГілліврей, що жив у Торонто (Канада). Він був на посаді вождя клану 32 роки, але помер не лишивши нащадків. Він був останнім вождем клану МакГілліврей. Інший житель Канади — полковник Джордж МакГілліврей тричі подавав клопотання герольду — лорду Лайону про те, щоб його визнали вождем клану МакГілліврей, але марно. Доктор Ангус МакГілліврей стверджує, що він є родич вождів клану МакГілліврей, але не може це довести. Але є імовірність того, що насправді нащадки вождів клану є і вони будуть знайдені.

## Прізвища людей з клану МакГілліврей
Клан МакГілліврей не має септ, але багато людей носять різні прізвища, що походять від клану МакГілліврей: MacGillavery, MacGillavry, MacGillivary, MacGillivoor, MacGillivrey, MacGillivry, MacGillvary, MacGillveary, MacGillviray, MacGillvray, MacGillvrey, MacGilvary, MacGilveray, MacGilvery, MacGilvra, MacGilvray, MacGilvreay, MacGilvry, MacIlbra, MacIllevorie, MacIlvora, MacIlvoray, McGilvra, MacIlvrae, MacIlvray, McGilvray, McGilvrey, McGilvery, McGilberry.